# Кейт Малгрю
Кейт Малгрю (англ. Kate Mulgrew; нар. 29 квітня 1955) — американська акторка, номінантка премій «Еммі» та «Золотий глобус», найбільш відома ролями капітанки Кетрін Джейнвей у телесеріалі «Зоряний шлях: Вояджер» (1995—2001) та Галини в серіалі Netflix «Помаранчевий — хіт сезону» (2013—2019). Перша жінка, яка виконувала провідну роль у франшизв «Зоряний шлях», отримала за свою гру  премії «Супутник» та «Сатурн» у 1998.

## Життєпис
Кейт Малгрю народилася 1955 року в Дуб'юці, штат Айова (США) в сім'ї ірландських католиків. У 17 була прийнята до консерваторії Стелли Адлер при Нью-Йоркському університеті і через рік отримала роль примхливої доньки героїні Гелен Галлахер в мильній опері каналу ABC «Надія Раян». Вона знімалася у шоу з 1975 по 1978 рік, а пізніше на недовгий час поверталася до своєї ролі у 1983, 1986 та у фіналі серіалу на початку 1989 року. У 1980-х виконала головну роль у кінофільмі «Незнайомець спостерігає» (1982), а також регулярно була гостею різних популярних телесеріалів, серед яких «Даллас», «Будьмо», «Готель» та «Вона написала вбивство». Також знялася у низці телефільмів і регулярно виступала на театральній сцені. На великому екрані Малгрю знялася у фільмах «Ремо Вільямс: Пригода починається» (1985), «Скинь маму з поїзда» (1987) та «Загублений табір» (1994).
Малгрю здобула найбільшу популярність роллю Кетрін Джейнвей у телесеріалі «Зоряний шлях: Вояджер», у якому знімалася з 1995 по 2001 рік, протягом усього періоду трансляції шоу. Вона стала першою жінкою, яка виконувала провідну роль у проєкті франшизи «Зоряний шлях», і отримала схвальні відгуки за свою гру, а також премії «Супутник» та «Сатурн» у 1998 році.
Після завершення телесеріалу «Зоряний шлях: Вояджер» Кейт Малгрю повернулася на театральну сцену та здобула кілька нагород за ролі у різних постановках. У 2007 році вона повернулася на телебачення з роллю в серіалі «Брати Доннеллі», закритому після одного сезону. Також вона втілила матір головної героїні в серіалі «Милосердя», що недовго проіснував у 2009—2010 роках, а потім була гостею в серіалі «Сховище 13».
З 2013 по 2019 рік Малгрю грала роль Галини Резникової, російської ув'язненої на прізвисько «Руда», в серіалі «Помаранчевий — хіт сезону». Заради ролі Малгрю зробила коротку стрижку і перефарбувала волосся у червоний, а також вивчила російський акцент. Ця роль у 2014 році принесла їй премію «Вибір телевізійних критиків» як найкращій акторці комедійного серіалу, а потім і номінацію на «Еммі» за найкращу жіночу роль другого плану у комедійному серіалі.

## Вибрана фільмографія
| Рік          |    | Українська назва                    | Оригінальна назва                 | Роль                      |
| ------------ | -- | ----------------------------------- | --------------------------------- | ------------------------- |
| 1978         | с  | Даллас                              | Dallas                            | Гарнет Макгі              |
| 1987         | ф  | Незнайомець спостерігає             | A Stranger Is Watching            | Шарон Мартін              |
| 1986         | с  | Сент-Елсвер                         | St. Elsewhere                     | Хелен О'Кейсі             |
| 1986         | с  | Будьмо                              | Cheers                            | Дженет Елдрідж            |
| 1987         | тф | Рози для багатих                    | Roses Are for the Rich            | Кендалл Мерфі             |
| 1987         | с  | Готель                              | Hotel                             | Леслі Чейз                |
| 1987         | ф  | Скинь маму з поїзда                 | Throw Momma from the Train        | Маргарет                  |
| 1987—1994    | с  | Вона написала вбивство              | Murder, She Wrote                 | різні персонажі           |
| 1992         | с  | Мерфі Браун                         | Murphy Brown                      | Хіларі                    |
| 1992         | мс | Пірати темної води                  | The Pirates of Dark Water         | Креса                     |
| 1992—1995    | мс | Бетмен                              | Batman: The Animated Series       | Червоний Кіготь           |
| 1993         | тф | Любові і слави заради               | For Love & Glory                  | Антонія Дойл              |
| 1994         | ф  | Загублений табір                    | Camp Nowhere                      | Рейчел Прескотт           |
| 1994         | мс | Аладдін                             | Aladdin                           | корольова Гіппсодет       |
| 1995—2001    | с  | Зоряний шлях: Вояджер               | Star Trek: Voyager                | Кетрін Джейнвей           |
| 1996         | мс | Гаргульї                            | Gargoyles                         | Титання / Анастасія Ренар |
| 2000         | вг | —                                   | Star Trek: Voyager Elite Force    | Кетрін Джейнвей           |
| 2002         | вг | —                                   | Run Like Hell                     | доктор Мек                |
| 2002         | ф  | Зоряний шлях: Відплата              | Star Trek: Nemesis                | Кетрін Джейнвей           |
| 2006         | с  | Закон і порядок: Спеціальний корпус | Law & Order: Special Victims Unit | Донна Гейсен              |
| 2007         | с  | Брати Доннеллі                      | The Black Donnellys               | Хелен Доннеллі            |
| 2009         | вг | —                                   | Dragon Age: Origins               | Флемет                    |
| 2011         | вг | —                                   | Dragon Age II                     | Флемет                    |
| 2011—2013    | с  | Сховище 13                          | Warehouse 13                      | Джейн Латтімер            |
| 2013—2019    | с  | Помаранчевий — хіт сезону           | Orange Is the New Black           | Галина «Руда» Резнікова   |
| 2014         | вг | —                                   | Dragon Age: Inquisition           | Флемет                    |
| 2015         | мс | Американський тато!                 | American Dad!                     | Джун Роузвуд              |
| 2019         | с  | Містер Мерседес                     | Mr. Mercedes                      | Алма Лейн                 |
| 2019—2021    | мс | Нескінченний поїзд                  | Infinity Train                    | кішка Саманта             |
| 2021—дотепер | мс | Зоряний шлях: Вундеркінди           | Star Trek: Prodigy                | Голограма Джейнвей        |
| 2022         | с  | Перша леді                          | First Lady                        | Сьюзан Шер                |
| 2022         | с  | Людина, яка впала на Землю          | The Man Who Fell to Earth         | Дрю Фінч                  |